# Flower Tucci
Flower Tucci (Burbank, Californië, 2 januari 1978) is een Amerikaanse pornoactrice, bekend door haar anale scènes en haar vermogen om excessief te 'squirten'.

## Loopbaan
Op jonge leeftijd deed ze mee aan schoonheidswedstrijden. Later, toen ze in een bakkerij werkte, reageerde ze op een advertentie in de LA Weekly. Dit bezorgde haar een eerste scène met Lexington Steele. Ze begon te werken onder de alias Flower maar voegde daar later Tucci aan toe om zich te onderscheiden van een vroegere Aziatische actrice.
Naast het acteerwerk trad ze ook op als gast in de programma's The Porn Hunnies Smut Top 20 en Tushy Talk op radiozender KSEX. Ze is model en woordvoerster van de in Los Angeles gevestigde kledingfabrikant Mofowear.
Ze is openlijk biseksueel in haar privéleven en heeft een verhouding gehad met collega-actrice Olivia O'Lovely, met wie ze ook veel scènes samen opnam.
In de jaren 2004-2010 werd Tucci vertegenwoordigd door talentenbureau Spiegler Girls.